# Heteronygmia rufescens
Heteronygmia rufescens är en fjärilsart som beskrevs av Erich Martin Hering 1926. Heteronygmia rufescens ingår i släktet Heteronygmia och familjen tofsspinnare. Inga underarter finns listade i Catalogue of Life.